# Deutsche Botschaft Kyjiw

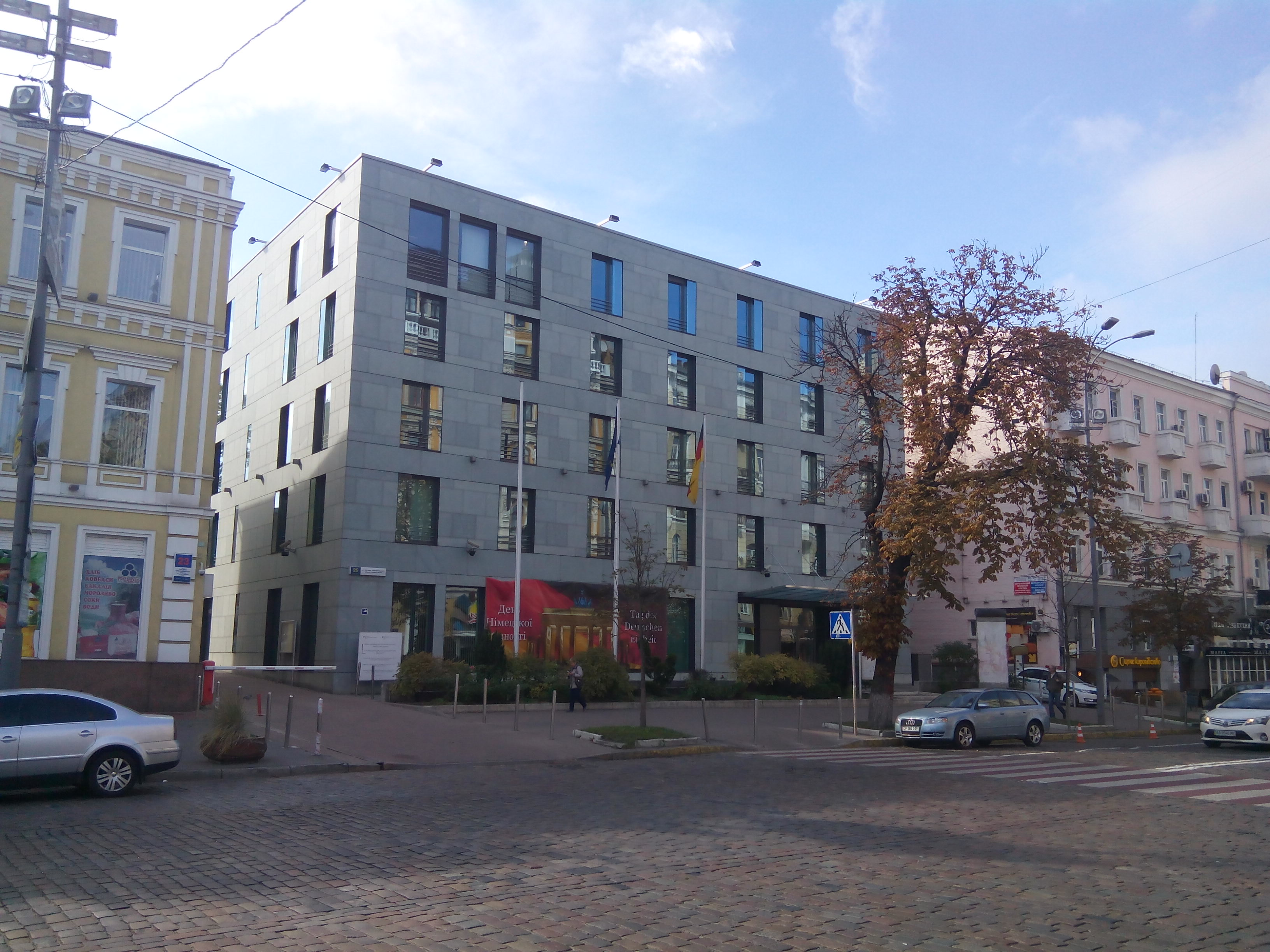
Deutsche Botschaft Kyjiw (2017)

Die Deutsche Botschaft Kyjiw ist die diplomatische Vertretung der Bundesrepublik Deutschland in der Ukraine.

## Lage und Gebäude
Die Botschaft liegt im Zentrum der ukrainischen Hauptstadt Kiew zwischen dem Nationalen Opernhaus (Taras-Schewtschenko-Opernhaus) und der Wladimirkathedrale. Die Straßenadresse der Kanzlei lautet: Wul. Bohdana Chmelnyzkoho 25, 01901 Kiew. Die Visastelle befindet sich im Businesszentrum „101 Tower“, 22.Etage, Wul. Lwa Tolstogo 57, 01901 Kiew.
Das 2 km nördlich gelegene Außenministerium ist in der Regel in wenigen Minuten erreichbar. Zum 35 km östlich befindlichen internationalen Flughafen Kiew-Boryspil ist mit einer Fahrtzeit von einer Dreiviertelstunde zu rechnen. Der Kiew Schiffsanleger am Dnipro liegt 2 km nördlich.
Das Kanzleigebäude wurde in den Jahren 2000 bis 2002 errichtet. Es hebt sich mit einer modernen Fassade von den traditionellen Fassaden der Nachbargebäude ab. Die Büros orientieren sich zu den offenen Gebäudeseiten und zu dem Innenhof hin. Um den starken Besucherverkehr zu bewältigen, gibt es auf der Rückseite des Gebäudes eine breite Überdachung. Von dieser Seite aus waren die Schalter der Visastelle und des Konsularreferats für das Publikum zu erreichen. Angesichts der Auslastung wurde die Visastelle in den folgenden Jahren in ein Geschäftshaus verlegt. Die Baukosten für das 1800 m² Nutzfläche bietende Bürohaus lagen bei rund 19 Millionen Deutsche Mark.
Als Kunst am Bau wurden Werke von Stefanie Busch eingebracht:
- »Ukrainische Flusslandschaft«, Schablonenmalerei im Atrium
- »Vogelschwarm«, geätztes Relief am Eingang der Visastelle
- »Waldlandschaft«, Lichtkasten im Eingangsflur.[3]

## Auftrag und Organisation
Die Deutsche Botschaft Kyjiw hat den Auftrag, die deutsch-ukrainischen Beziehungen zu pflegen, die deutschen Interessen gegenüber der Regierung der Ukraine zu vertreten und die Bundesregierung über Entwicklungen in der Ukraine zu unterrichten.
In der Botschaft werden die Sachgebiete Politik, Wirtschaft, Kultur und Presse bearbeitet. Es besteht ein Militärattachéstab.
Das Referat für Rechts- und Konsularaufgaben der Botschaft bietet deutschen Staatsangehörigen alle konsularischen Dienstleistungen und Hilfe in Notfällen an. Es besteht ein telefonischer Rufbereitschaftsdienst. Der konsularische Amtsbezirk der Botschaft umfasst in der Regel die Bezirke (Oblast) des Landes, die sich nicht in dem Amtsbezirk des Generalkonsulats Donezk befinden. Die Visastelle erteilt Einreiseerlaubnisse für ukrainische Staatsangehörige.
In der Stadt Donezk besteht seit 2009 ein Generalkonsulat, das in der Regel für den Amtsbezirk Donezk, Saporischschja, Charkiw, Dnipropetrowsk und Luhansk zuständig ist. Die Abgrenzung der Zuständigkeiten kann angesichts politischer Spannungen abweichen. So wurde der Dienstsitz des Generalkonsulats im Jahr 2015 nach Dnipro verlegt.
Honorarkonsuln der Bundesrepublik Deutschland sind in Charkiw, Czernowitz, Lemberg und Odessa bestellt und ansässig.

## Geschichte
Die Bundesrepublik Deutschland unterhielt seit dem 1. August 1989 ein Generalkonsulat in Kiew. Dieses wurde nach dem Zerfall der Sowjetunion am 7. Februar 1992 in eine Botschaft umgewandelt.
Wegen des Einmarsches russischer Truppen am 24. Februar 2022 wurden die Vertretungen in Kiew und Dnipro vorübergehend für den Publikumsverkehr geschlossen. Am 27. Februar 2022 hat das entsandte Personal das Gastland verlassen. Am 10. Mai 2022 kündigte Bundesaußenministerin Annalena Baerbock bei einem Besuch in Kiew an, dass die Botschaft am selben Tag mit „einer Minimalbesetzung“ wieder eröffnet wird.
Die Eigenschreibweise der deutschen Botschaft in der ukrainischen Hauptstadt wurde am 23. Februar 2024 von „Kiew“ in „Kyjiw“ geändert.